# Bayamón (estación del Tren Urbano de San Juan)
Bayamón es una estación terminal de metro del Tren Urbano situada en el municipio de Bayamón del Estado Libre Asociado de Puerto Rico. La estación fue inaugurada el 17 de diciembre de 2004.

## Descripción
Se compone un andén central de 138 metros de longitud y dos vías laterales. Además, la estación posee 138 metros de extensión adicionales de vías de aparcamiento.
Los trenes están programados para salir de Bayamón cada 8 minutos durante los periodos de horas pico, y toman alrededor de 30 minutos en llegar a la estación de Sagrado Corazón.
El Tren Urbano así como la red de autobuses y las lanchas de Cataño están gestionados por la Autoridad de Transporte Integrado (ATI).

## Terminal de autobús

### Rutas
Toa Baja
- E20 ruta expreso (Metro Urbano): Estación Bayamón - Candelaria, Toa Baja

Otras rutas
- T2:  Estación Bayamón - Caparra - San Patricio - Puerto Nuevo - Plaza Las Américas - Hato Rey - Estación Sagrado Corazón
- D91: Estación Bayamón - Santa Rosa - Universidad de Puerto Rico en Bayamón - Santa Juanita - Hospital Regional
- D92: Estación Bayamón - Estadio Juan Ramón Loubriel - Coliseo Rubén Rodríguez - Lomas Verdes - Magnolia

## Lugares de interés
- Casa Museo  Dr. José Celso Barbosa
- Parque de las Ciencias